# Grand Prix moto d'Espagne 2025
Le Grand Prix moto d'Espagne 2025 est la cinquième manche du championnat du monde de vitesse moto 2025.
Cette 71e édition du Grand Prix moto d'Espagne se déroule du 25 avril au 27 avril sur le Circuit de Jerez-Ángel Nieto à Jerez de la Frontera.

## MotoGP

### Essais

#### Essais Libres 1
10 h 45 - 25 avril 2025
| 1        | Álex Márquez      | BK8 Gresini Racing MotoGP            | 1'36.831 |         |
| 2        | Marc Márquez      | Ducati Lenovo Team                   | 1'37.188 | + 0.357 |
| 3        | Fabio Quartararo  | Monster Energy Yamaha Factory Racing | 1'37.421 | + 0.590 |
| 4        | Maverick Viñales  | Red Bull KTM Tech3                   | 1'37.425 | + 0.594 |
| 5        | Joan Mir          | Honda HRC Castrol                    | 1'37.501 | + 0.670 |
| 6        | Jack Miller       | Prima Pramac Racing                  | 1'37.517 | + 0.686 |
| 7        | Francesco Bagnaia | Ducati Lenovo Team                   | 1'37.532 | + 0.701 |
| 8        | Johann Zarco      | LCR Honda Castrol                    | 1'37.538 | + 0.707 |
| 9        | Álex Rins         | Monster Energy Yamaha Factory Racing | 1'37.561 | + 0.730 |
| 10       | Franco Morbidelli | Pertamina Enduro VR46 Racing Team    | 1'37.639 | + 0.808 |
| Résultat |                   |                                      |          |         |

#### Essais
15 h - 25 avril 2025
| 1        | Álex Márquez          | BK8 Gresini Racing MotoGP            | 1'35.991 |         |
| 2        | Francesco Bagnaia     | Ducati Lenovo Team                   | 1'36.094 | + 0.103 |
| 3        | Franco Morbidelli     | Pertamina Enduro VR46 Racing Team    | 1'36.153 | + 0.162 |
| 4        | Marc Márquez          | Ducati Lenovo Team                   | 1'36.258 | + 0.267 |
| 5        | Fabio Quartararo      | Monster Energy Yamaha Factory Racing | 1'36.419 | + 0.428 |
| 6        | Fermín Aldeguer       | BK8 Gresini Racing MotoGP            | 1'36.508 | + 0.517 |
| 7        | Johann Zarco          | LCR Honda Castrol                    | 1'36.535 | + 0.544 |
| 8        | Pedro Acosta          | Red Bull KTM Factory Racing          | 1'36.630 | + 0.639 |
| 9        | Fabio Di Giannantonio | Pertamina Enduro VR46 Racing Team    | 1'36.636 | + 0.645 |
| 10       | Joan Mir              | Honda HRC Castrol                    | 1'36.686 | + 0.695 |
| Résultat |                       |                                      |          |         |

#### Essais Libres 2
10 h 10 - 26 avril 2025
| 1        | Marc Márquez          | Ducati Lenovo Team                   | 1'36.677 |         |
| 2        | Maverick Viñales      | Red Bull KTM Tech3                   | 1'36.887 | + 0.210 |
| 3        | Fabio Quartararo      | Monster Energy Yamaha Factory Racing | 1'36.978 | + 0.301 |
| 4        | Francesco Bagnaia     | Ducati Lenovo Team                   | 1'37.097 | + 0.420 |
| 5        | Jack Miller           | Prima Pramac Racing                  | 1'37.220 | + 0.543 |
| 6        | Álex Márquez          | BK8 Gresini Racing MotoGP            | 1'37.259 | + 0.582 |
| 7        | Fabio Di Giannantonio | Pertamina Enduro VR46 Racing Team    | 1'37.283 | + 0.606 |
| 8        | Marco Bezzecchi       | Aprilia Racing                       | 1'37.296 | + 0.619 |
| 9        | Franco Morbidelli     | Pertamina Enduro VR46 Racing Team    | 1'37.303 | + 0.626 |
| 10       | Luca Marini           | Honda HRC Castrol                    | 1'37.321 | + 0.644 |
| Résultat |                       |                                      |          |         |

### Course sprint
| Pos.                                                       | N° | Pilote                | Équipe                               | Constructeur | Tours | Temps/Écarts | Grille | Points |
| ---------------------------------------------------------- | -- | --------------------- | ------------------------------------ | ------------ | ----- | ------------ | ------ | ------ |
| 1                                                          | 93 | Marc Márquez          | Ducati Lenovo Team                   | Ducati       | 12    | 19'32.107    | 2      | 12     |
| 2                                                          | 73 | Álex Márquez          | BK8 Gresini Racing MotoGP            | Ducati       | 12    | +1.001       | 4      | 9      |
| 3                                                          | 63 | Francesco Bagnaia     | Ducati Lenovo Team                   | Ducati       | 12    | +3.077       | 3      | 7      |
| 4                                                          | 21 | Franco Morbidelli     | Pertamina Enduro VR46 Racing Team    | Ducati       | 12    | +3.530       | 5      | 6      |
| 5                                                          | 54 | Fermín Aldeguer       | BK8 Gresini Racing MotoGP            | Ducati       | 12    | +5.791       | 7      | 5      |
| 6                                                          | 49 | Fabio Di Giannantonio | Pertamina Enduro VR46 Racing Team    | Ducati       | 12    | +7.691       | 8      | 4      |
| 7                                                          | 12 | Maverick Viñales      | Red Bull KTM Tech3                   | KTM          | 12    | +7.849       | 6      | 3      |
| 8                                                          | 72 | Marco Bezzecchi       | Aprilia Racing                       | Aprilia      | 12    | +10.175      | 11     | 2      |
| 9                                                          | 36 | Joan Mir              | Honda HRC Castrol                    | Honda        | 12    | +10.414      | 9      | 1      |
| 10                                                         | 37 | Pedro Acosta          | Red Bull KTM Factory Racing          | KTM          | 12    | +12.673      | 12     | 0      |
| 11                                                         | 33 | Brad Binder           | Red Bull KTM Factory Racing          | KTM          | 12    | +13.204      | 13     | 0      |
| 12                                                         | 79 | Ai Ogura              | Trackhouse Racing                    | Aprilia      | 12    | +13.438      | 15     | 0      |
| 13                                                         | 10 | Luca Marini           | Honda HRC Castrol                    | Honda        | 12    | +16.572      | 16     | 0      |
| 14                                                         | 23 | Enea Bastianini       | Red Bull KTM Tech3                   | KTM          | 12    | +17.918      | 18     | 0      |
| 15                                                         | 42 | Álex Rins             | Monster Energy Yamaha Factory Racing | Yamaha       | 12    | +19.963      | 23     | 0      |
| 16                                                         | 25 | Raúl Fernández        | Trackhouse Racing                    | Aprilia      | 12    | +21.690      | 17     | 0      |
| 17                                                         | 7  | Augusto Fernández     | Prima Pramac Racing                  | Yamaha       | 12    | +21.932      | 20     | 0      |
| 18                                                         | 41 | Aleix Espargaró       | Honda HRC Castrol                    | Honda        | 12    | +22.515      | 19     | 0      |
| 19                                                         | 32 | Lorenzo Savadori      | Aprilia Racing                       | Aprilia      | 12    | +30.200      | 22     | 0      |
| 20                                                         | 35 | Somkiat Chantra       | LCR Honda Idemitsu                   | Honda        | 12    | +30.968      | 21     | 0      |
| DNF                                                        | 5  | Johann Zarco          | LCR Honda Castrol                    | Honda        | 5     | Abandon      | 10     | 0      |
| DNF                                                        | 43 | Jack Miller           | Prima Pramac Racing                  | Yamaha       | 4     | Abandon      | 14     | 0      |
| DNF                                                        | 20 | Fabio Quartararo      | Monster Energy Yamaha Factory Racing | Yamaha       | 1     | Abandon      | 1      | 0      |
| Meilleur tour du Sprint: Marc Márquez (1'36.665 au tour 3) |    |                       |                                      |              |       |              |        |        |
| Résultat officiel                                          |    |                       |                                      |              |       |              |        |        |

### Course principale
| Pos.                                                       | No. | Pilote                | Equipe                               | Constructeur | Tours | Temps/Ecarts | Grille | Points |
| ---------------------------------------------------------- | --- | --------------------- | ------------------------------------ | ------------ | ----- | ------------ | ------ | ------ |
| 1                                                          | 73  | Álex Márquez          | BK8 Gresini Racing MotoGP            | Ducati       | 25    | 40:56.374    | 4      | 25     |
| 2                                                          | 20  | Fabio Quartararo      | Monster Energy Yamaha Factory Racing | Yamaha       | 25    | +1.561       | 1      | 20     |
| 3                                                          | 63  | Francesco Bagnaia     | Ducati Lenovo Team                   | Ducati       | 25    | +2.217       | 3      | 16     |
| 4                                                          | 12  | Maverick Viñales      | Red Bull KTM Tech3                   | KTM          | 25    | +3.678       | 6      | 13     |
| 5                                                          | 49  | Fabio Di Giannantonio | Pertamina Enduro VR46 Racing Team    | Ducati       | 25    | +7.267       | 8      | 11     |
| 6                                                          | 33  | Brad Binder           | Red Bull KTM Factory Racing          | KTM          | 25    | +8.529       | 13     | 10     |
| 7                                                          | 37  | Pedro Acosta          | Red Bull KTM Factory Racing          | KTM          | 25    | +9.764       | 12     | 9      |
| 8                                                          | 79  | Ai Ogura              | Trackhouse Racing                    | Aprilia      | 25    | +10.923      | 15     | 8      |
| 9                                                          | 23  | Enea Bastianini       | Red Bull KTM Tech3                   | KTM          | 25    | +15.879      | 18     | 7      |
| 10                                                         | 10  | Luca Marini           | Honda HRC Castrol                    | Honda        | 25    | +17.239      | 16     | 6      |
| 11                                                         | 5   | Johann Zarco          | LCR Honda Castrol                    | Honda        | 25    | +17.784      | 10     | 5      |
| 12                                                         | 93  | Marc Márquez          | Ducati Lenovo Team                   | Ducati       | 25    | +20.890      | 2      | 4      |
| 13                                                         | 42  | Álex Rins             | Monster Energy Yamaha Factory Racing | Yamaha       | 25    | +21.120      | 23     | 3      |
| 14                                                         | 72  | Marco Bezzecchi       | Aprilia Racing                       | Aprilia      | 25    | +24.510      | 11     | 2      |
| 15                                                         | 25  | Raúl Fernández        | Trackhouse Racing                    | Aprilia      | 25    | +25.726      | 17     | 1      |
| 16                                                         | 7   | Augusto Fernández     | Prima Pramac Racing                  | Yamaha       | 25    | +31.429      | 20     |        |
| 17                                                         | 41  | Aleix Espargaró       | Honda HRC Castrol                    | Honda        | 25    | +39.678      | 19     |        |
| 18                                                         | 32  | Lorenzo Savadori      | Aprilia Racing                       | Aprilia      | 25    | +49.303      | 22     |        |
| DNF                                                        | 54  | Fermín Aldeguer       | BK8 Gresini Racing MotoGP            | Ducati       | 18    | Abandon      | 7      |        |
| DNF                                                        | 21  | Franco Morbidelli     | Pertamina Enduro VR46 Racing Team    | Ducati       | 15    | Abandon      | 5      |        |
| DNF                                                        | 36  | Joan Mir              | Honda HRC Castrol                    | Honda        | 14    | Abandon      | 9      |        |
| DNF                                                        | 43  | Jack Miller           | Prima Pramac Racing                  | Yamaha       | 13    | Abandon      | 14     |        |
| DNF                                                        | 35  | Somkiat Chantra       | LCR Honda Idemitsu                   | Honda        | 11    | Abandon      | 21     |        |
| Meilleur tour en course: Álex Márquez (1:37.349 au tour 4) |     |                       |                                      |              |       |              |        |        |
| Rapport officiel                                           |     |                       |                                      |              |       |              |        |        |

## Classement Moto2
| Pos.                                                          | No. | Pilote                  | Equipe                        | Constructeur | Tours | Temps/Ecarts | Grille | Points |  |
| ------------------------------------------------------------- | --- | ----------------------- | ----------------------------- | ------------ | ----- | ------------ | ------ | ------ |  |
| 1                                                             | 18  | Manuel González         | Liqui Moly Dynavolt Intact GP | Kalex        | 21    | 35:30.634    | 1      | 25     |  |
| 2                                                             | 7   | Barry Baltus            | Fantic Racing LINO SONEGO     | Kalex        | 21    | +2.256       | 4      | 20     |  |
| 3                                                             | 81  | Senna Agius             | Liqui Moly Dynavolt Intact GP | Kalex        | 21    | +3.781       | 3      | 16     |  |
| 4                                                             | 10  | Diogo Moreira           | Italtrans Racing Team         | Kalex        | 21    | +4.781       | 5      | 13     |  |
| 5                                                             | 53  | Deniz Öncü              | Red Bull KTM Ajo              | Kalex        | 21    | +6.390       | 6      | 11     |  |
| 6                                                             | 75  | Albert Arenas           | ITALJET Gresini Moto2         | Kalex        | 21    | +7.049       | 2      | 10     |  |
| 7                                                             | 13  | Celestino Vietti        | Team HDR Heidrun              | Boscoscuro   | 21    | +7.919       | 12     | 9      |  |
| 8                                                             | 44  | Arón Canet              | Fantic Racing LINO SONEGO     | Kalex        | 21    | +8.511       | 7      | 8      |  |
| 9                                                             | 96  | Jake Dixon              | ELF Marc VDS Racing Team      | Boscoscuro   | 21    | +12.537      | 9      | 7      |  |
| 10                                                            | 12  | Filip Salac             | ELF Marc VDS Racing Team      | Boscoscuro   | 21    | +14.783      | 10     | 6      |  |
| 11                                                            | 16  | Joe Roberts             | OnlyFans American Racing Team | Kalex        | 21    | +17.135      | 16     | 5      |  |
| 12                                                            | 24  | Marcos Ramirez          | OnlyFans American Racing Team | Kalex        | 21    | +17.182      | 21     | 4      |  |
| 13                                                            | 99  | Adrian Huertas          | Italtrans Racing Team         | Kalex        | 21    | +20.992      | 23     | 3      |  |
| 14                                                            | 95  | Collin Veijer           | Red Bull KTM Ajo              | Kalex        | 21    | +23.062      | 17     | 2      |  |
| 15                                                            | 14  | Tony Arbolino           | BLU CRU Pramac Yamaha Moto2   | Boscoscuro   | 21    | +27.942      | 24     | 1      |  |
| 16                                                            | 92  | Yuki Kunii              | Idemitsu Honda Team Asia      | Kalex        | 21    | +28.588      | 22     |        |  |
| 17                                                            | 11  | Alex Escrig             | KLINT Forward Factory Team    | Forward      | 21    | +29.790      | 19     |        |  |
| 18                                                            | 4   | Iván Ortolá             | QJMOTOR - FRINSA - MSI        | Boscoscuro   | 21    | +31.343      | 18     |        |  |
| 19                                                            | 15  | Darryn Binder           | ITALJET Gresini Moto2         | Kalex        | 21    | +31.453      | 20     |        |  |
| 20                                                            | 84  | Zonta Van Den Goorbergh | RW - Idrofoglia Racing GP     | Kalex        | 21    | +31.651      | 15     |        |  |
| 21                                                            | 9   | Jorge Navarro           | KLINT Forward Factory Team    | Forward      | 21    | +36.443      | 25     |        |  |
| 22                                                            | 3   | Sergio García           | QJMOTOR - FRINSA - MSI        | Boscoscuro   | 21    | +37.249      | 26     |        |  |
| DNF                                                           | 71  | Ayumu Sasaki            | RW - Idrofoglia Racing GP     | Kalex        | 11    | Abandon      | 27     |        |  |
| DNF                                                           | 80  | David Alonso            | CFMOTO Inde Aspar Team        | Kalex        | 4     | Abandon      | 8      |        |  |
| DNF                                                           | 28  | Izan Guevara            | BLU CRU Pramac Yamaha Moto2   | Boscoscuro   | 4     | Abandon      | 14     |        |  |
| DNF                                                           | 27  | Daniel Holgado          | CFMOTO Inde Aspar Team        | Kalex        | 0     | Abandon      | 11     |        |  |
| DSQ                                                           | 21  | Alonso López            | Team HDR Heidrun              | Boscoscuro   | /     | Disqualifié  | 13     |        |  |
| Meilleur tour en course: Manuel González (1:40.351 au tour 3) |     |                         |                               |              |       |              |        |        |  |
| Rapport officiel                                              |     |                         |                               |              |       |              |        |        |  |

## Classement Moto3
| Pos.                                                              | No. | Pilote             | Equipe                        | Constructeur | Tours | Temps/Ecarts | Grille | Points |
| ----------------------------------------------------------------- | --- | ------------------ | ----------------------------- | ------------ | ----- | ------------ | ------ | ------ |
| 1                                                                 | 99  | José Antonio Rueda | Red Bull KTM Ajo              | KTM          | 19    | 33:17.979    | 1      | 25     |
| 2                                                                 | 36  | Ángel Piqueras     | FRINSA - MT Helmets - MSI     | KTM          | 19    | +4.334       | 3      | 20     |
| 3                                                                 | 66  | Joel Kelso         | LEVELUP-MTA                   | KTM          | 19    | +4.486       | 2      | 16     |
| 4                                                                 | 31  | Adrián Fernández   | Leopard Racing                | Honda        | 19    | +6.308       | 6      | 13     |
| 5                                                                 | 6   | Ryusei Yamanaka    | FRINSA - MT Helmets - MSI     | KTM          | 19    | +6.409       | 5      | 11     |
| 6                                                                 | 72  | Taiyo Furusato     | Honda Team Asia               | Honda        | 19    | +6.494       | 8      | 10     |
| 7                                                                 | 94  | Guido Pini         | LIQUI MOLY Dynavolt Intact GP | KTM          | 19    | +6.588       | 11     | 9      |
| 8                                                                 | 83  | Álvaro Carpe       | Red Bull KTM Ajo              | KTM          | 19    | +8.007       | 4      | 8      |
| 9                                                                 | 12  | Jacob Roulstone    | Red Bull KTM Tech3            | KTM          | 19    | +21.703      | 7      | 7      |
| 10                                                                | 73  | Valentín Perrone   | Red Bull KTM Tech3            | KTM          | 19    | +21.795      | 9      | 6      |
| 11                                                                | 58  | Luca Lunetta       | SIC58 Squadra Corse           | Honda        | 19    | +21.900      | 12     | 5      |
| 12                                                                | 19  | Scott Ogden        | CIP Green Power               | KTM          | 19    | +22.117      | 23     | 4      |
| 13                                                                | 71  | Dennis Foggia      | CFMOTO Gaviota Aspar Team     | KTM          | 19    | +30.583      | 15     | 3      |
| 14                                                                | 82  | Stefano Nepa       | SIC58 Squadra Corse           | Honda        | 19    | +31.831      | 18     | 2      |
| 15                                                                | 5   | Tatchakorn Buasri  | Honda Team Asia               | Honda        | 19    | +37.469      | 19     | 1      |
| 16                                                                | 55  | Noah Dettwiler     | CIP Green Power               | KTM          | 19    | +37.541      | 17     |        |
| 17                                                                | 11  | Adrián Cruces      | GRYD - Mlav Racing            | Honda        | 19    | +42.816      | 22     |        |
| 18                                                                | 32  | Vicente Perez      | LEVELUP-MTA                   | KTM          | 19    | +59.300      | 10     |        |
| 19                                                                | 14  | Cormac Buchanan    | DENSSI Racing - BOE           | KTM          | 18    | 1 tour       | 16     |        |
| Abd.                                                              | 8   | Eddie O'Shea       | GRYD - Mlav Racing            | Honda        | 17    | Abandon      | 25     |        |
| Abd.                                                              | 10  | Nicola Carraro     | Rivacold Snipers Team         | Honda        | 10    | Abandon      | 24     |        |
| Abd.                                                              | 64  | David Muñoz        | LIQUI MOLY Dynavolt Intact GP | KTM          | 7     | Abandon      | 26     |        |
| Abd.                                                              | 54  | Riccardo Rossi     | Rivacold Snipers Team         | Honda        | 1     | Abandon      | 21     |        |
| Abd.                                                              | 78  | Joel Esteban       | CFMOTO Gaviota Aspar Team     | KTM          | 1     | Abandon      | 13     |        |
| Abd.                                                              | 22  | David Almansa      | Leopard Racing                | Honda        | 0     | Abandon      | 20     |        |
| Abd.                                                              | 21  | Ruché Moodley      | DENSSI Racing - BOE           | KTM          | 0     | Abandon      | 14     |        |
| Meilleur tour en course: José Antonio Rueda (1:44.352 au tour 12) |     |                    |                               |              |       |              |        |        |
| Rapport officiel                                                  |     |                    |                               |              |       |              |        |        |

## Classements provisoires aux Championnats
Seul le top5 de chaque championnat a l’issue du Grand Prix est présenté ici.

### MotoGP
|  | Pos. | Pilote | Points |
|  | ---- | ------ | ------ |
|  | 1    |        |        |
|  | 2    |        |        |
|  | 3    |        |        |
|  | 4    |        |        |
|  | 5    |        |        |

|  | Pos. | Constructeur | Points |
|  | ---- | ------------ | ------ |
|  | 1    |              |        |
|  | 2    |              |        |
|  | 3    |              |        |
|  | 4    |              |        |
|  | 5    |              |        |

|  | Pos. | Equipes | Points |
|  | ---- | ------- | ------ |
|  | 1    |         |        |
|  | 2    |         |        |
|  | 3    |         |        |
|  | 4    |         |        |
|  | 5    |         |        |

### Moto2
|  | Pos. | Pilote | Points |
|  | ---- | ------ | ------ |
|  | 1    |        |        |
|  | 2    |        |        |
|  | 3    |        |        |
|  | 4    |        |        |
|  | 5    |        |        |

|  | Pos. | Constructeur | Points |
|  | ---- | ------------ | ------ |
|  | 1    |              |        |
|  | 2    |              |        |

|  | Pos. | Equipes | Points |
|  | ---- | ------- | ------ |
|  | 1    |         |        |
|  | 2    |         |        |
|  | 3    |         |        |
|  | 4    |         |        |
|  | 5    |         |        |

### Moto3
|  | Pos. | Pilote | Points |
|  | ---- | ------ | ------ |
|  | 1    |        |        |
|  | 2    |        |        |
|  | 3    |        |        |
|  | 4    |        |        |
|  | 5    |        |        |

|  | Pos. | Constructeur | Points |
|  | ---- | ------------ | ------ |
|  | 1    |              |        |
|  | 2    |              |        |
|  | 3    |              |        |
|  | 4    |              |        |
|  | 5    |              |        |

|  | Pos. | Equipes | Points |
|  | ---- | ------- | ------ |
|  | 1    |         |        |
|  | 2    |         |        |
|  | 3    |         |        |
|  | 4    |         |        |
|  | 5    |         |        |